# Carsten Pump
Carsten Pump (* 30. September 1976 in Dresden) ist ein früherer deutscher Biathlet.
Carsten Pump begann seine Karriere in der Ski-Abteilung der SG Klotzsche. 1999 debütierte er in Jablonec nad Nisou im Europacup und wurde sofort Fünfter in Sprint und Verfolgung sowie Dritter im Massenstart. 2002 debütierte er im Biathlon-Weltcup bei einem Sprintrennen in Östersund, wo er als 26. auch sofort seine ersten Punkte sammelte. Dennoch startete er in den nächsten Jahren überwiegend im Europacup, da er sich nicht gegen die große Konkurrenz im deutschen Team, wie Frank Luck, Ricco Groß, Sven Fischer oder Michael Greis durchsetzen konnte. Viermal konnte Pump Europacuprennen gewinnen, weitere zwei mit der Staffel. In der Saison 2004/05 gewann er den Gesamteuropacup und die Gesamtwertungen im Sprint und in der Verfolgung. Sechs Mal konnte sich Pump bei Weltcuprennen unter den Top 10 platzieren. Bestes Ergebnis war bislang ein dritter Platz in einem Sprint 2007 in Kontiolahti.
Größere Erfolge konnte Pump bei Europameisterschaften feiern. 2003 in Forni Avoltri gewann er mit Daniel Graf, Jörn Wollschläger und Marco Morgenstern Gold mit der Staffel und Bronze im Sprintrennen. Zwei Jahre später in Nowosibirsk kam Gold im Einzel, Silber in der Verfolgung (nach Platz vier im Sprint) und Bronze mit der Staffel hinzu. 2006 in Langdorf gewann Pump erneut Bronze im Sprint. Die Europameisterschaften 2007 in Bansko verliefen in den Einzelrennen unbefriedigend, doch gewann Pump erneut Gold mit der Staffel, in der nun Christoph Knie anstatt Morgenstern lief. Bei den Deutschen Meisterschaften gewann Pump in der Saison 2002/03 Bronze im Massenstart. 2005 wurde er Vizemeister mit der Mixed-Staffel.
Pump beendete seine Karriere im Januar 2010 bei einem Heimrennen in Altenberg, wo er in einem Verfolgungsrennen des IBU-Cups 15. wurde. Er ist Zollhauptwachtmeister und beginnt nach seiner aktiven Karriere ein Studium. Er wurde von Wilfried Bock und Frank Püschel trainiert und startete für den SSV Altenberg. Neben Winterbiathlon betreibt Pump auch Bikebiathlon und Langstreckenlauf. Beim Oberelbe-Marathon stellte er 2006 mit 1:12:27 den Streckenrekord im Halbmarathon auf.

## Biathlon-Weltcup-Platzierungen
Die Tabelle zeigt alle Platzierungen (je nach Austragungsjahr einschließlich Olympische Spiele und Weltmeisterschaften).
- 1.–3. Platz: Anzahl der Podiumsplatzierungen
- Top 10: Anzahl der Platzierungen unter den ersten zehn (einschließlich Podium)
- Punkteränge: Anzahl der Platzierungen innerhalb der Punkteränge (einschließlich Podium und Top 10)
- Starts: Anzahl gelaufener Rennen in der jeweiligen Disziplin

| Platzierung                           | Einzel | Sprint | Verfolgung | Massenstart | Staffel | Gesamt |
| ------------------------------------- | ------ | ------ | ---------- | ----------- | ------- | ------ |
| 1. Platz                              |        |        |            |             |         |        |
| 2. Platz                              |        |        |            |             |         |        |
| 3. Platz                              |        | 1      |            |             | 2       | 3      |
| Top 10                                | 1      | 2      |            | 1           | 2       | 6      |
| Punkteränge                           | 3      | 10     | 6          | 4           | 3       | 26     |
| Starts                                | 6      | 22     | 14         | 4           | 3       | 49     |
| Stand: nach Ende der Saison 2008/2009 |        |        |            |             |         |        |